# Липове (Мядельський район, Сватківська сільська рада)
Липове (біл. вёска Ліпавае) — село в складі Мядельського району Мінської області, Білорусь. Село підпорядковане Сватківській сільській раді, розташоване в північній частині області.